# Georgië op het Eurovisiesongfestival 2008

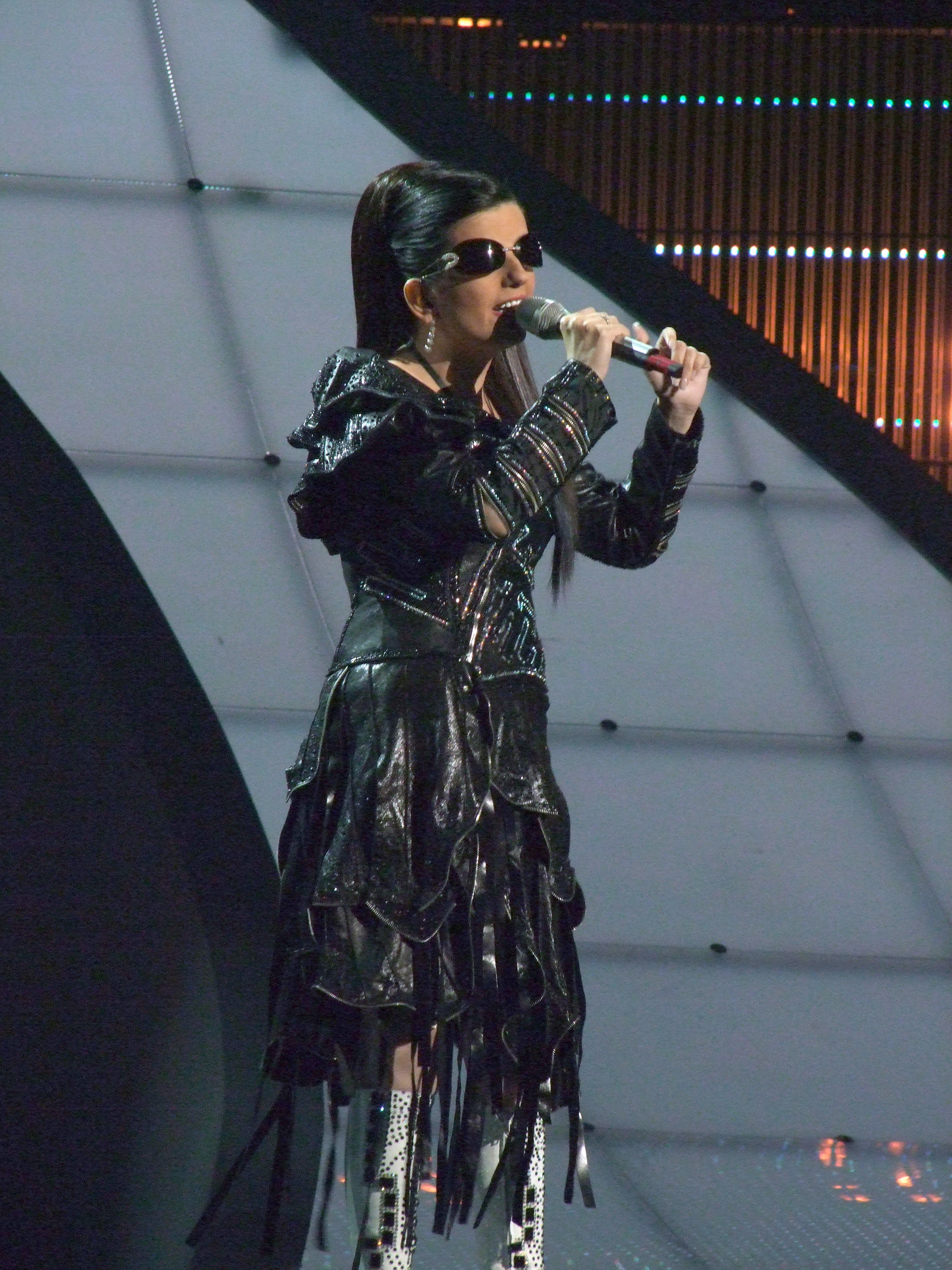
Diana Goertskaja tijdens de tweede halve finale van het Eurovisiesongfestival 2008

Georgië nam deel aan het  Eurovisiesongfestival 2008. Het was de tweede keer dat het land deelnam aan het Eurovisiesongfestival. De inzendig werd gekozen door middel van een nationale finale.

## Nationale finale
Op 31 december 2007 werden alle artiesten bekendgemaakt die zouden deelnemen aan de nationale finale. De winnaar werd uiteindelijk Diana Goertskaja met haar liedje Peace will come. Reeds in 2007 had Goertskaja al deelgenomen aan het Wit-Russische preselectie, maar eindigde daar bij de laatste drie.
| Startplaats | Artiest              | Lied                         | Resultaat | Plaats |
| ----------- | -------------------- | ---------------------------- | --------- | ------ |
| 1           | VIVO                 | Life                         | 1,3%      | 8      |
| 2           | Aleko Berdzenishvili | The Beautiful Girl           | 1,3%      | 9      |
| 3           | Salome Gasviani      | Share Your Love              | 32,9%     | 2      |
| 4           | Irakli Pirtskhalava  | Freedom                      | 8,3%      | 3      |
| 5           | Diana Goertskaja     | Peace will come              | 39,4%     | 1      |
| 6           | Salome Korkotashvili | Captaine                     | 3,0%      | 6      |
| 7           | Teatroni             | Sakartvelo itsvevs megobrebs | 2,3%      | 7      |
| 8           | Tika Patsatsia       | Never Change                 | 4,0%      | 5      |
| 9           | 3G                   | I'm Free                     | 5,3%      | 4      |
| 10          | Tako Gachechiladze   | Me And My Funky              | 0,9%      | 10     |
| 11          | Tamta Chelidze       | Give Me Your Love            | 0,8%      | 11     |
| 12          | Guga Aptsiauri       | Don't Look At Me             | 0,5%      | 12     |

## In Belgrado
Georgië trad aan als veertiende in de tweede halve finale, net na Denemarken en voor Hongarije.
Op het einde van de avond kwam Georgië uit de enveloppen en mochten ze doorgaan naar de finale. Ze eindigden daar op een vijfde plaats met 107 punten.
Daarbij ontvingen ze twee keer het maximum aantal punten.

In de finale moest men aantreden als zeventiende net na het Denemarken en voor Oekraïne. Op het einde van de avond waren ze op een elfde plaats geëindigd met 83 punten. 
België en Nederland hadden geen punten over voor deze inzending.

### Gekregen punten

#### Halve Finale 2
| 12 punten           | 10 punten                                            | 8 punten   | 7 punten                                | 6 punten |
| ------------------- | ---------------------------------------------------- | ---------- | --------------------------------------- | -------- |
| - Cyprus - Oekraïne | - Letland - Litouwen - Malta - Turkije - Wit-Rusland | - Tsjechië | - Portugal - Servië                     |          |
| 5 punten            | 4 punten                                             | 3 punten   | 2 punten                                | 1 punt   |
|                     | - Bulgarije                                          |            | - Hongarije - IJsland - Noord-Macedonië | - Zweden |

#### Finale
| 12 punten                    | 10 punten                                         | 8 punten             | 7 punten           | 6 punten      |
| ---------------------------- | ------------------------------------------------- | -------------------- | ------------------ | ------------- |
|                              | - Armenië                                         | - Letland - Oekraïne | - Cyprus - Rusland | - Wit-Rusland |
| 5 punten                     | 4 punten                                          | 3 punten             | 2 punten           | 1 punt        |
| - Estland - Litouwen - Malta | - Azerbeidzjan - Griekenland - Tsjechië - Turkije | - Moldavië           | - Israël           | - Portugal    |

### Punten gegeven door Georgië

#### Halve finale 2
Punten gegeven in de halve finale:
| 12 punten | Oekraïne    |
| 10 punten | Litouwen    |
| 8 punten  | Kroatië     |
| 7 punten  | Portugal    |
| 6 punten  | Letland     |
| 5 punten  | Turkije     |
| 4 punten  | Wit-Rusland |
| 3 punten  | Denemarken  |
| 2 punten  | Cyprus      |
| 1 punt    | Hongarije   |

#### Finale
Punten gegeven in de finale:
| 12 punten | Armenië      |
| 10 punten | Oekraïne     |
| 8 punten  | Rusland      |
| 7 punten  | Azerbeidzjan |
| 6 punten  | Turkije      |
| 5 punten  | Noorwegen    |
| 4 punten  | Griekenland  |
| 3 punten  | Israël       |
| 2 punten  | Letland      |
| 1 punt    | Kroatië      |

2007 · 2008 · 2009 · 2010 · 2011 · 2012 · 2013 · 2014 · 2015 · 2016 · 2017 · 2018 · 2019 · 2020 · 2021 · 2022 · 2023 · 2024 · 2025